# دیلی بلیند
دیلی بلیند (هلندی: Daley Blind؛ زاده ۹ مارس ۱۹۹۰) بازیکن فوتبال اهل هلند است.
دیلی پسر دنی بلیند، مدافع پیشین تیم آژاکس است.

## گل‌های ملی
|   | تاریخ          | میزبان                          | رقیب                | زده | پایانی | رقابت                 | منبع  |
| - | -------------- | ------------------------------- | ------------------- | --- | ------ | --------------------- | ----- |
| ۱ | ۱۲ جولای ۲۰۱۴  | ورزشگاه مانه گارینشا, برازیلیا  | برزیل               | ۰-۲ | ۰-۳    | جام جهانی فوتبال ۲۰۱۴ | [ ۷ ] |
| ۲ | ۱۲ نوامبر ۲۰۱۴ | ورزشگاه یوهان کرایف, آمستردام   | مکزیک               | ۳-۲ | ۳-۲    | دوستانه               | [ ۸ ] |
| ۳ | ۳ دسامبر ۲۰۲۲  | ورزشگاه بین‌المللی خلیفه, الریان | ایالات متحده آمریکا | ۰-۲ | ۱-۳    | جام جهانی فوتبال ۲۰۲۲ |       |